# Grev Turegatan

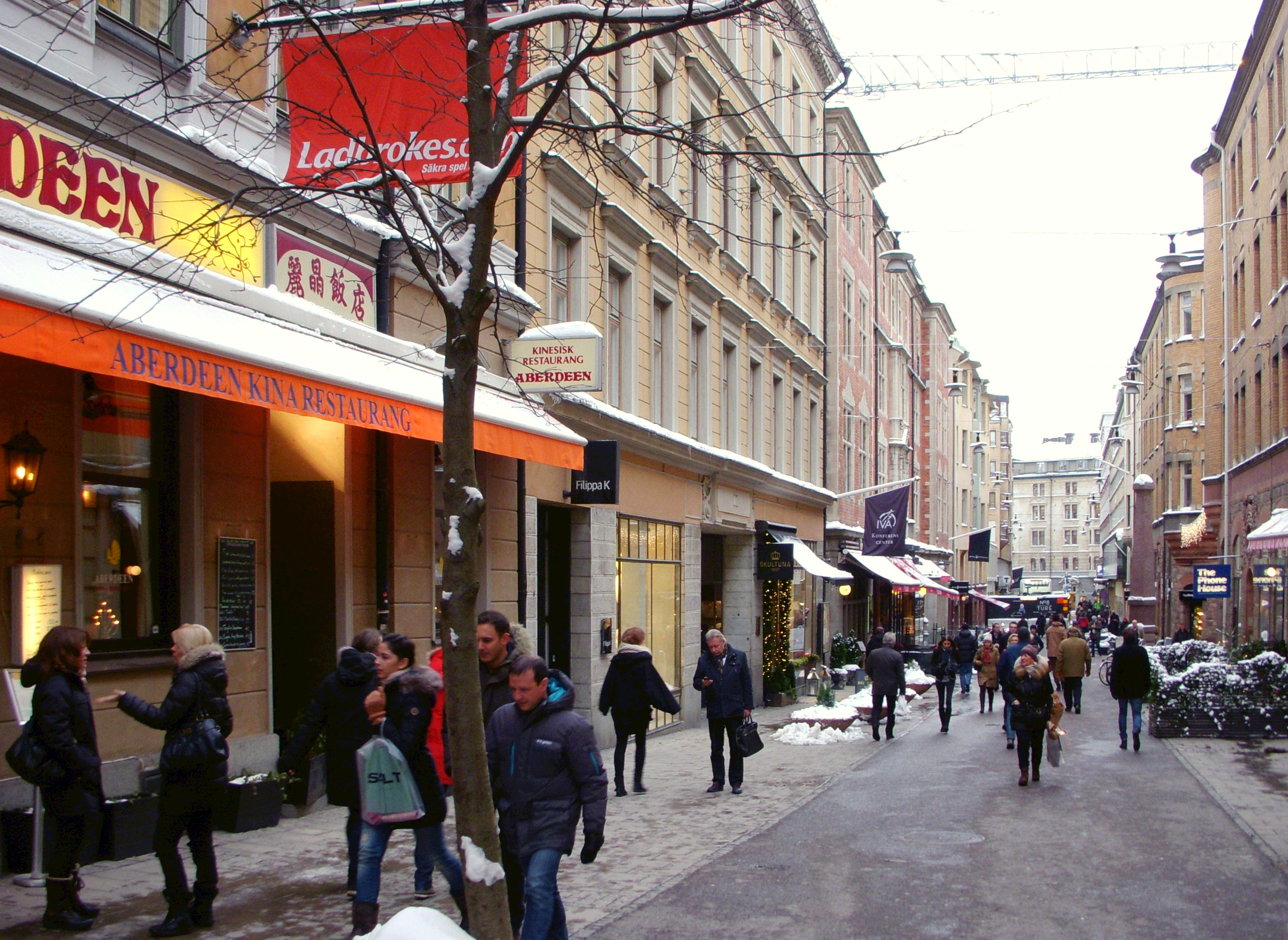
Grev Turegatan söderut mot Birger Jarlsgatan.

Grev Turegatan är en gata på Östermalm i Stockholm. Gatan börjar vid Birger Jarlsgatan i syd, korsar bland annat Linnégatan och  Karlavägen och slutar vid Valhallavägen i norr. Gatan fick sitt nuvarande namn 1858.

## Historik

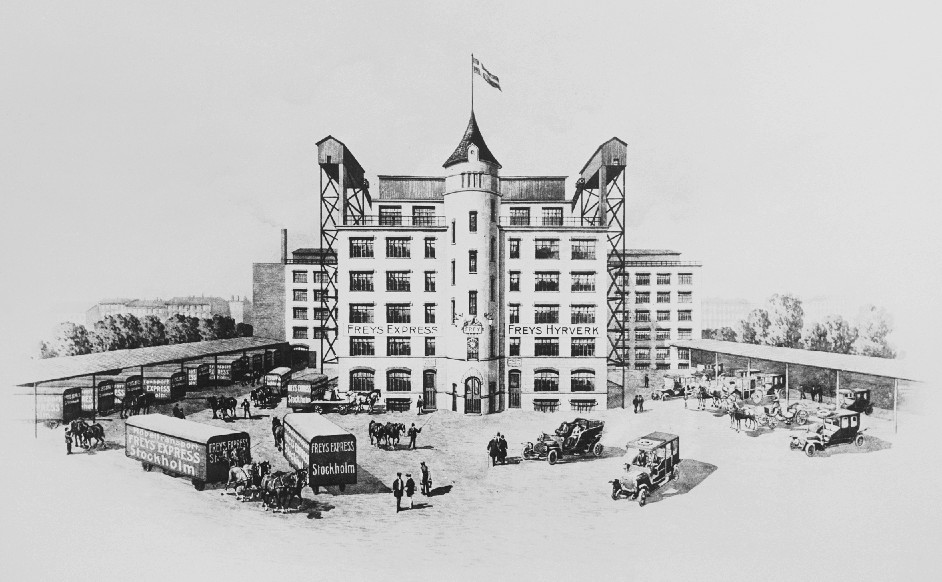
Freys Hyrverk, Grev Turegatan 11 omkring 1910.

Gatan är troligen uppkallad efter stathållaren Gabriel Gustafsson Oxenstiernas son Ture Gabrielsson Oxenstierna. Han hade en malmgård i närheten av Nybroviken som fadern fått i gåva av Gustav II Adolf. År 1665 kallades gatan greve Tures gatu. På Petrus Tillaeus karta från 1733 kallas den norra delen av gatan för Squalbergsgatan och den södra delen Trädgårdsgatan. Här fanns en trädgård (nu platsen för Sturegallerian) med en svalande bäck, en sidoarm till Rännilen. Sydligaste delen (numera försvunnen) kallades Smala gränden som gick mellan dåvarande kvarteren Rännilen och Styckjunkaren.
I södra avsnittet av Grev Turegatan (nummer 11), som numera är gågata, ligger en av entréerna till Sturegallerian. Mellan 1900 och 1974 hade Freys Hyrverk sin verksamhet här. De lät även bygga huset vars torn fortfarande sticker upp över entréområdet. Wilhelm Klemming, som tidigare arbetat med det närbelägna Sturebadet, utsågs till projektets arkitekt och byggmästare. Hela komplexet är grönmärkt enligt Stadsmuseets kulturhistoriska klassificeringssystem, vilket innebär att bebyggelsen bedöms vara ”särskilt värdefull från historisk, kulturhistorisk, miljömässig eller konstnärlig synpunkt”.
Mitt emot denna ligger Ingenjörsvetenskapsakademiens byggnad, i det som tidigare var ridhuset och nöjespalatset Tattersall som skapats av arkitekterna Gustaf Lindgren och Agi Lindegren 1895–1896. Tidigare fanns här även två biografer: Elite-Biografen (stängde 1958) och Östermalms-Biografen (stängde 1928). 
En minnetavla på huset Grev Turegatan 35 talar om: "I ett hus på denna tomt föddes författaren Hjalmar Söderberg den 2 juli 1869." Utanför fastigheten Sperlingens backe 47 (Grev Turegatan 1 / Birger Jarlsgatan 16), återfinns Eldhs fontän från 1921.

## Bilder

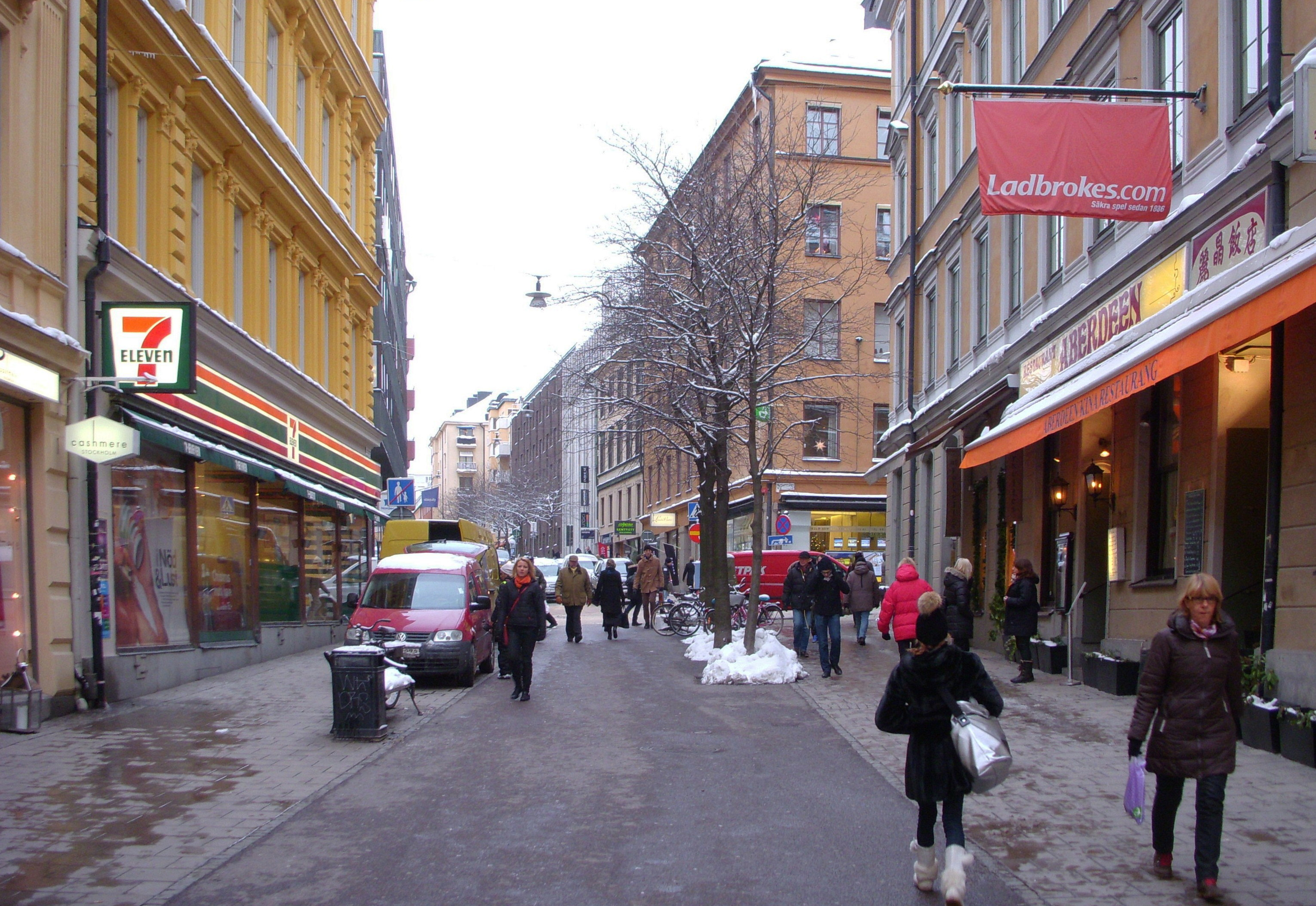
Grev Turegatan, vy norrut före Humlegårdsgatan.
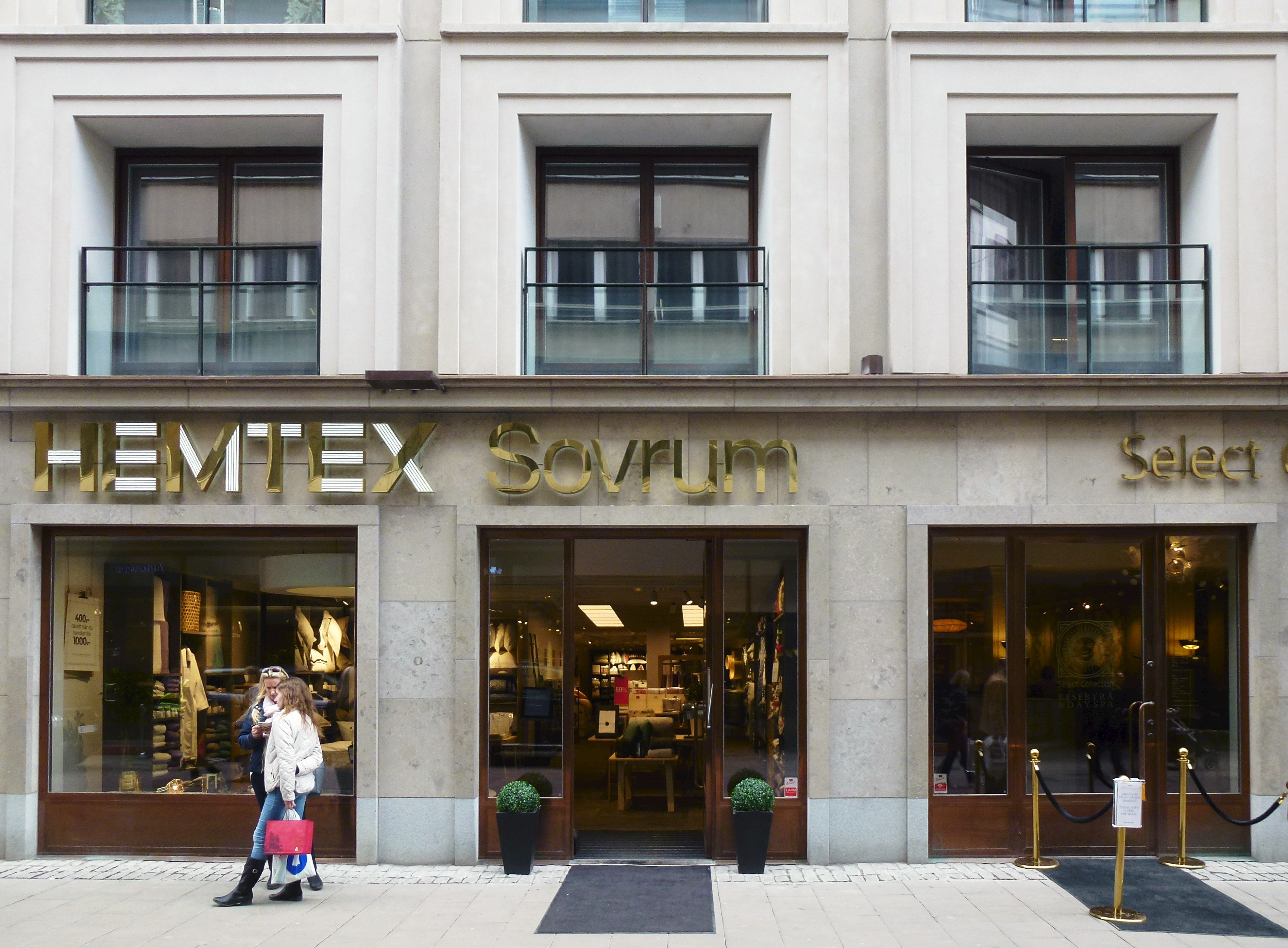
Ture No 8, nominerades till Årets Stockholmsbyggnad 2015.
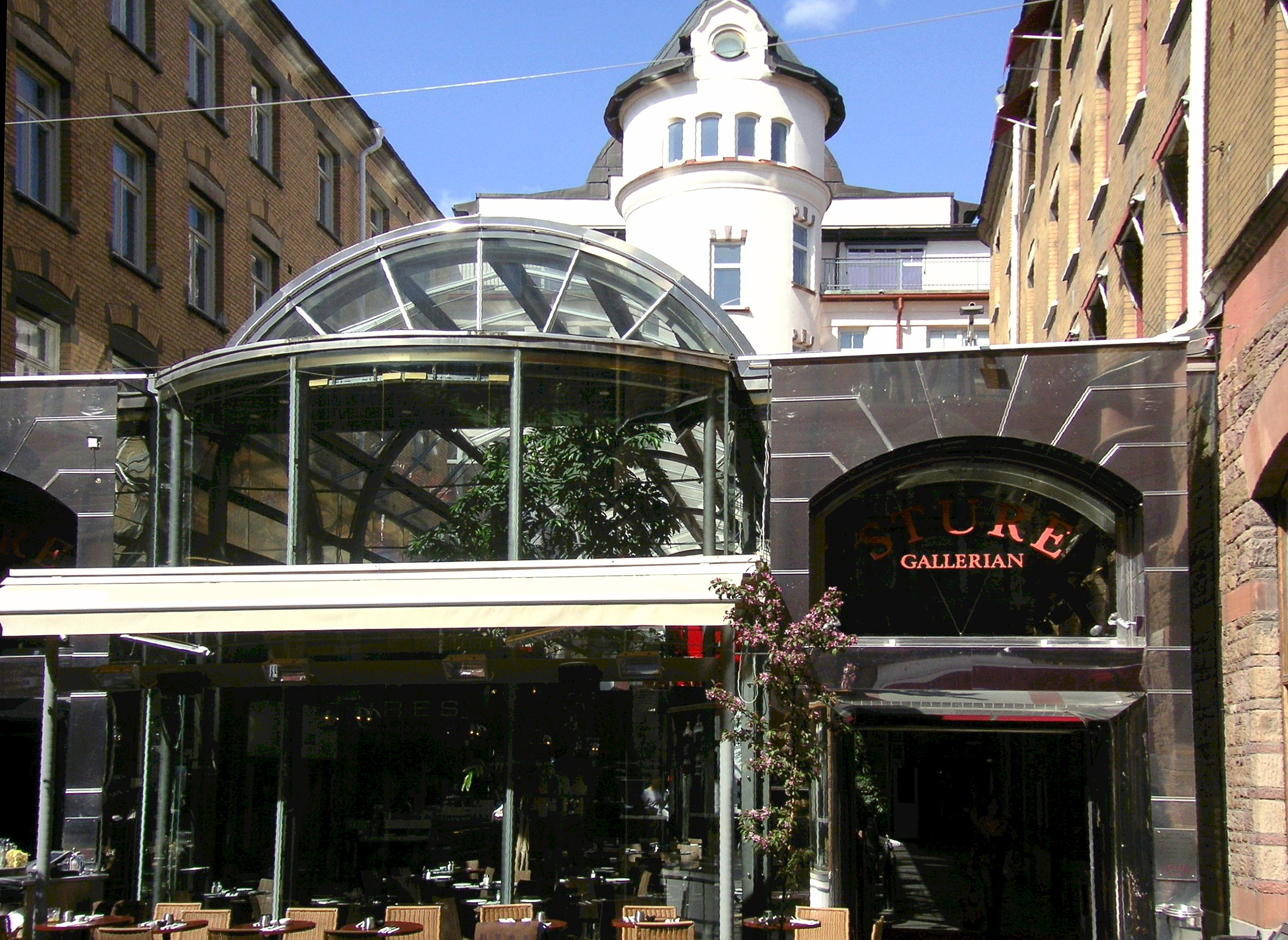
Grev Turegatan 11, entrén till Sturegallerian.
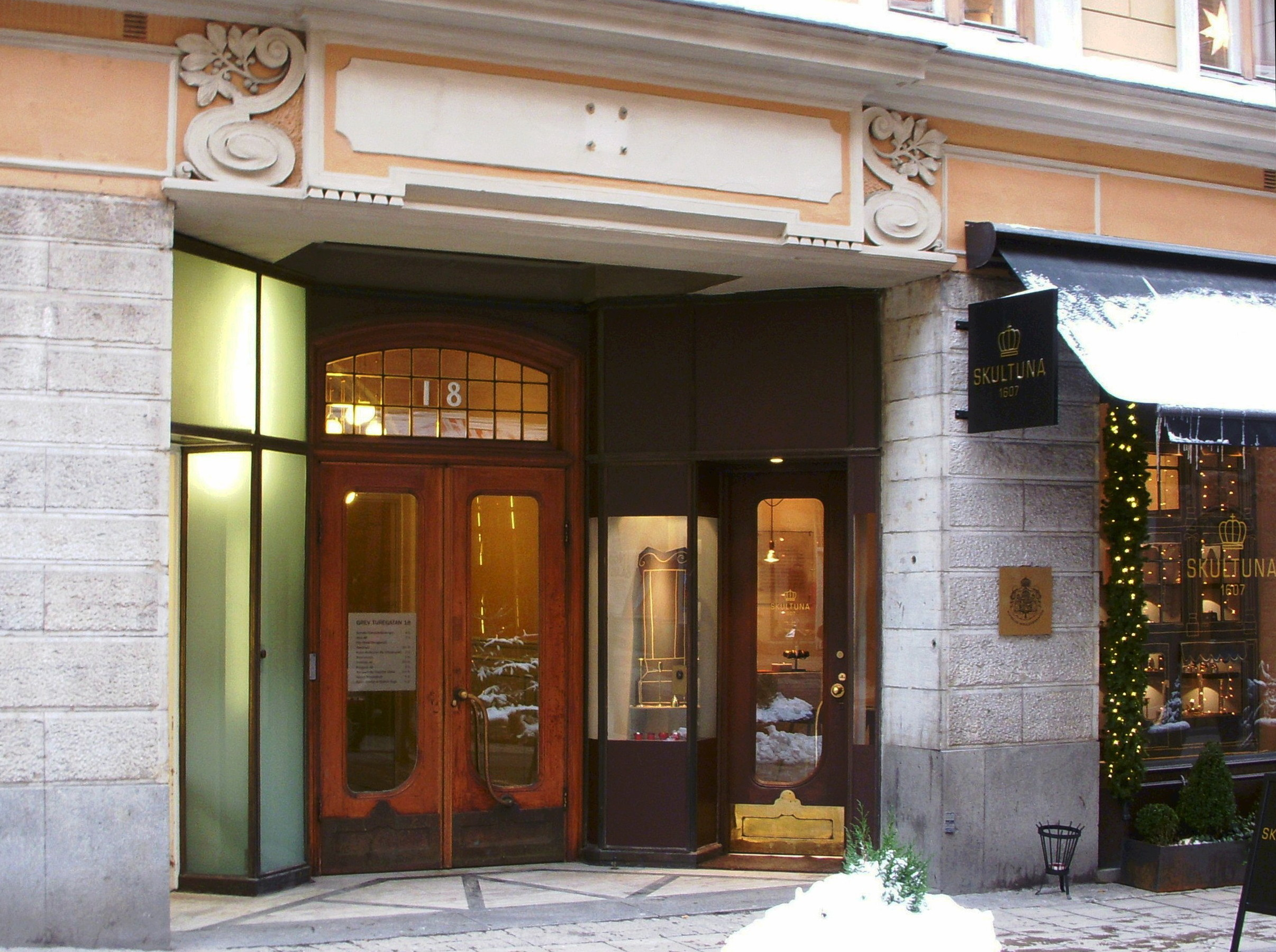
Grev Turegatan 18, tidigare Elite-Biografen.
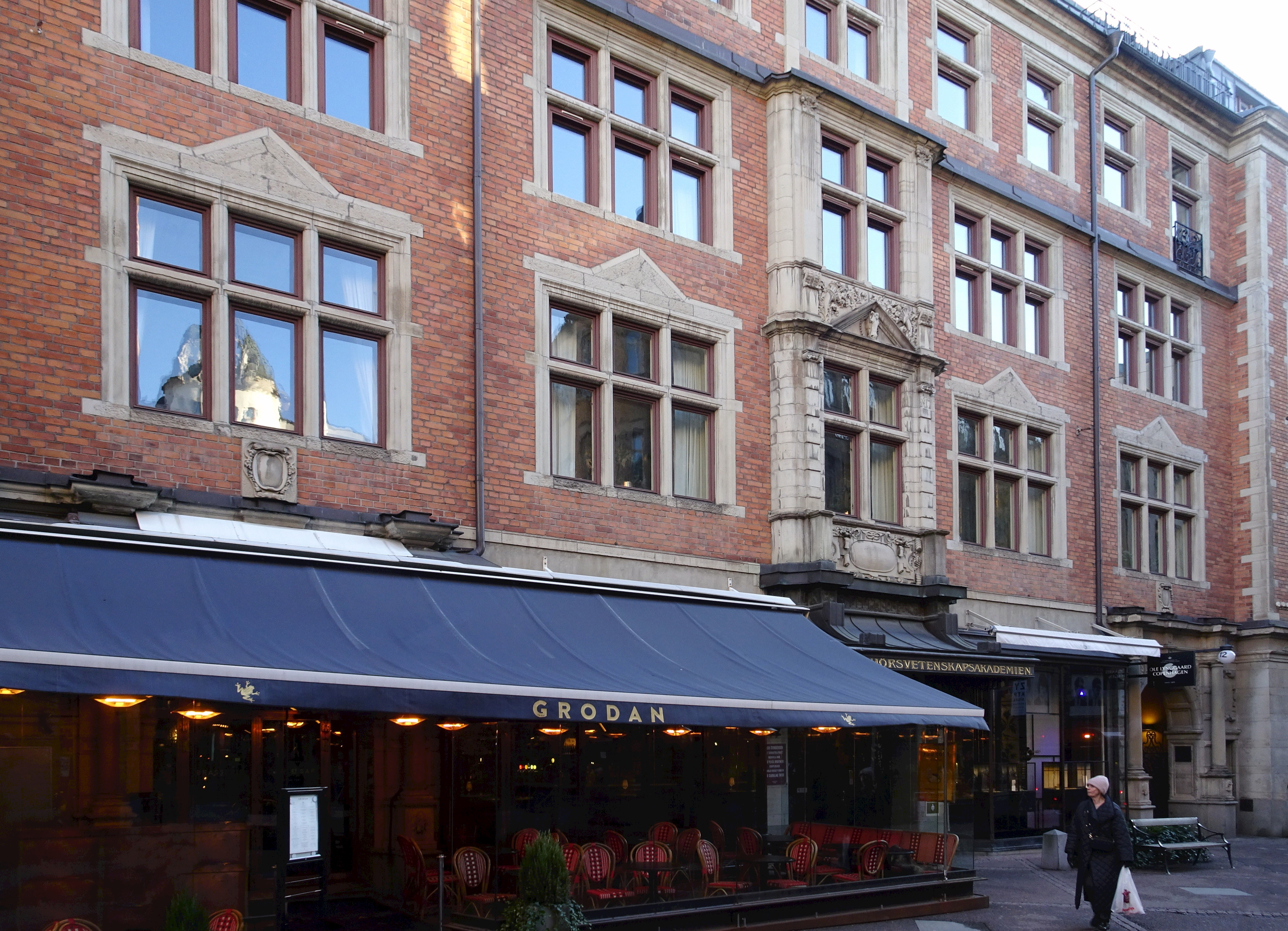
Tattersall, Grev Turegatan 12–16.